# روفکوکسیب
روفکوکسیب (انگلیسی: Rofecoxib) یک داروی ضدالتهابی غیراستروئیدی انتخابی COX-2 (NSAID) است. این دارو توسط Merck & Co برای درمان استئوآرتریت، آرتریت روماتوئید، آرتریت روماتوئید نوجوانان، شرایط درد حاد، میگرن، و دیسمنوره به بازار عرضه شد. روفکوکسیب در ماه می ۱۹۹۹ میلادی توسط سازمان غذا و داروی ایالات متحده (FDA) تأیید شد و با نام‌های تجاری Vioxx, Ceoxx و Ceeoxx به بازار عرضه شد. روفکوکسیب به صورت قرص و به صورت سوسپانسیون خوراکی با نسخه در دسترس بود.
روفکوکسیب در میان پزشکانی که بیماران مبتلا به آرتریت و سایر بیماری‌هایی که باعث درد مزمن یا حاد می‌شوند، مورد استفاده گسترده قرار گرفت. در سراسر جهان، بیش از ۸۰ میلیون نفر در برخی از زمان‌ها روفکوکسیب تجویز کردند.
در سپتامبر ۲۰۰۴، مرک داوطلبانه روفکوکسیب را به دلیل نگرانی در مورد افزایش خطر حمله قلبی و سکته مرتبط با استفاده طولانی مدت و با دوز بالا، از بازار خارج کرد. مرک پس از افشای اطلاعات مربوط به خطرات روفکوکسیب از پزشکان و بیماران برای بیش از پنج سال، دارو را پس گرفت و ظاهراً بین ۸۸۰۰۰ تا ۱۴۰۰۰۰ مورد بیماری جدی قلبی را در پی داشت. روفکوکسیب یکی از پرمصرف‌ترین داروهایی بود که تاکنون از بازار خارج شده‌است. در سال پیش از خروج، Merck از Vioxx درآمد فروش ۲٫۵ میلیارد دلاری داشت.
در سال ۲۰۰۵، سازمان غذا و داروی آمریکا یادداشتی منتشر کرد که به این نتیجه رسید که داده‌های آزمایش‌های بالینی کنترل‌شده طولانی‌مدت به وضوح نشان نمی‌دهند که عوامل انتخابی COX-2 (از جمله روفکوکسیب) در مقایسه با NSAIDهای غیرانتخابی خطر بیشتری برای حوادث CV دارند. FDA در سال ۲۰۱۵ این موضع را تقویت کرد و بیان کرد که داده‌های موجود از یک اثر طبقه وابسته به دوز و مدت زمان افزایش خطر عوارض جدی قلبی عروقی برای NSAIDهای انتخابی و غیرانتخابی COX-2 پشتیبانی می‌کند.
در نوامبر ۲۰۱۷، Tremeau Pharmaceuticals مستقر در ماساچوست برنامه خود را برای بازگرداندن روفکوکسیب (TRM-201) به بازار به عنوان درمانی برای آرتروپاتی هموفیلیک (HA) اعلام کرد. Tremeau اعلام کرد که FDA یک نام یتیم برای TRM-201 (rofecoxib) برای درمان HA اعطا کرده‌است و آنها بازخورد FDA را در مورد برنامه توسعه خود دریافت کرده‌اند. HA یک بیماری دژنراتیو مفصلی است که در اثر خونریزی مکرر داخل مفصلی ایجاد می‌شود. این بزرگترین علت عوارض در بیماران مبتلا به هموفیلی است و در حال حاضر هیچ گزینه درمانی تاییدشده‌ای در ایالات متحده آمریکا وجود ندارد. از NSAIDهای سنتی در این جمعیت به دلیل اثراتشان بر تجمع پلاکتی و خطر زخم‌های گوارشی اجتناب می‌شود، و مواد افیونی با قدرت بالا استاندارد فعلی مراقبت در درمان HA هستند.
BriOri Biotech، مستقر در کالیفرنیا، اعلام کرد که در ۱ مارس ۲۰۲۲ حق ثبت اختراعی صادر کرده‌است که فرمولاسیون‌های موضعی rofecoxib را پوشش می‌دهد.

## مکانیسم عمل
سیکلواکسیژناز (COX) دارای دو ایزوفرم کاملاً مطالعه شده به نام‌های COX-1 و COX-2 است. COX-1 واسطه سنتز پروستاگلاندین‌هایی است که مسئول محافظت از پوشش معده هستند، در حالی که COX-2 واسطه سنتز پروستاگلاندین‌هایی است که مسئول درد و التهاب هستند. با ایجاد NSAIDهای «انتخابی» که COX-2 را مهار می‌کنند، اما نه COX-1، تسکین درد مشابه NSAIDهای سنتی ارائه می‌شود، اما با کاهش شدید خطر زخم معده کشنده یا ناتوان کننده. روفکوکسیب یک مهارکننده انتخابی COX-2 یا «کوکسیب» است.
اگرچه کلاس کوکسیب‌ها شامل چندین عامل است، اما درجات مختلفی از انتخاب COX-2 در میان آنها وجود دارد که سلکوکسیب (Celebrex) کمترین انتخاب COX-2 را دارد و روفکوکسیب (Vioxx)، والدکوکسیب (Bextra) و اتوری‌کوکسیب (Arcoxia) بسیار COX-2 انتخابی است.
در زمان خروج از فاز بالینی، روفکوکسیب تنها کوکسیب تأیید شده در ایالات متحده آمریکا بود که دارای شواهد بالینی از نمایه عوارض جانبی برتر دستگاه گوارش نسبت به NSAIDهای معمولی بود. این تا حد زیادی بر اساس مطالعه VIGOR (Vioxx GI Outcomes Research) بود که نمایه‌های اثربخشی و اثرات جانبی روفکوکسیب و ناپروکسن را مقایسه کرد.

## فارماکوکینتیک
دوزهای توصیه شده درمانی ۱۲٫۵، ۲۵، و ۵۰ میلی‌گرم با فراهمی زیستی تقریبی ۹۳٪ بود. روفکوکسیب از جفت و سد خونی مغزی عبور کرد و ۱ تا ۳ ساعت طول کشید تا به حداکثر غلظت پلاسمایی برسد و نیمه عمر مؤثر (براساس سطوح حالت پایدار) تقریباً ۱۷ ساعت باشد. محصولات متابولیک سیس دی هیدرو و ترانس دی هیدرو مشتقات روفکوکسیب هستند که عمدتاً از طریق ادرار دفع می‌شوند.

## کاربرد
روفکوکسیب توسط FDA برای درمان آرتروز، آرتریت روماتوئید، آرتریت روماتوئید نوجوانان، شرایط درد حاد، میگرن و دیسمنوره تأیید شده‌است. هنگامی که به بازار عرضه شد، در میان پزشکان معالج بیماران مبتلا به آرتریت و سایر بیماری‌هایی که باعث درد مزمن یا حاد می‌شوند، مقبولیت گسترده‌ای پیدا کرد.